# Галактион Старозагорски
Галактион е български православен духовник, старозагорски митрополит (2000 – 2016), народен представител в XXXVI народно събрание от Съюза на демократичните сили от 27-и старозагорски избирателен район.

## Биография
Роден е на 26 февруари 1949 година във Ветрен със светското име Георги Любенов Табаков. През есента на 1963 година е приет в Софийската духовна семинария на гара Черепиш. На 12 юли 1969 година митрополит Панкратий Старозагорски го замонашва в Мъглижкия манастир „Свети Николай“. С разрешение на митрополит Панкратий е изпратен на едномесечно послушания в Бачковския манастир, където на 27 юли 1969 година епископ Герасим Браницки го ръкополага за йеродякон. С решение на Светия синод и с благословението на митрополит Панкратий от август 1969 година до септември 1970 година е на послушание в Рилския манастир. На 27 септември 1970 година е ръкоположен за йеромонах в Бачковския манастир от игумена епископ Герасим Браницки. В периода от 1 ноември 1970 година до 30 юни 1976 година е ефимерий в Мъглижкия манастир. По същото време завършва Софийската духовна академия. След завършването на академията, от 1 юли 1976 година до 30 септември 1978 година е протосингел на Врачанската митрополия.
През 1978 година е изпратен за двегодишна специализация в Московската духовна академия, където защитава кандидатска дисертация на тема: „Пастирското служение на преподобния Нил Сорски“. След връщането си в България, продължава да изпълнява длъжността на протосингел на Врачанската митрополия от 1 юли 1981 година до 30 септември 1981 година.
На 23 септември 1981 година е вербуван като сътрудник на Държавна сигурност с псевдоним „Мишо“ в качеството на агент от оперативния работник Петър Хайтов и не е снет от отчет. Работи по задачи поставени на VI, III и I управление.
По решение на Светия синод от 1 октомври 1981 година до 30 ноември 1982 година специализира в Източния църковен институт в Регенсбург, Германия. След завръщането му, на 1 декември 1982 година е назначен за игумен на Рилския манастир. От 1 юли 1985 г. до 16 юли 1986 г. е игумен на Бачковския манастир.
През 1986 година е избран от Светия синод за велички епископ и е ръкоположен на 6 юли 1986 година. От 17 юли 1986 до 5 юни 1987 година е викарий на митрополит Филарет Видински. След смъртта на митрополит Филарет, е викарен епископ на митрополит Калиник Врачански от 16 юни до 30 декември 1987 година, а от 1 януари 1988 г. до 1993 година е викарий на митрополит Панкратий Старозагорски.
На 18 май заедно с митрополита си Панкратий Старозагорски е сред епископите създали така наречения Алтернативен синод и на 22 юни 1992 година е лишен от сан. През 1993 - 1994 година е депутат, народен представител от 27-и старозагорски избирателен район от квотата на Съюза на демократичните сили.
Покайва се заедно с Панкратий и на 12 декември 1995 година е приет обратно в църковно общение.
На 20 февруари 2000 година е избран за старозагорски митрополит, а утвърден на тази длъжност от Светия Синод на 27 февруари 2000 година.
В края на пролетта на 2015 година прекарва тежък инсулт. На 28 септември 2016 година, поради продължителното му тежко здравословно състояние, Светият синод го освобождава от заеманата длъжност и му дава титлата „бивш Старозагорски митрополит“.